# 7,65×17 мм
7,65×17 мм (.32 ACP, англ. Automatic Colt Pistol або 7,65 Browning) — пістолетний набій.

## Історія
Патрон 7,65x17 мм розроблений Джоном Мозесом Браунінгом у 1899 році для автоматичного пістолета Browning M1900 і прийнятий на озброєння бельгійської армії. Швидко став одним із найпопулярніших завдяки вдалій конструкції і довгий час залишався основним для пістолетів поліцейського і цивільного призначення.
В деяких країнах (Бельгії, Німеччині, Італії, Чехословаччині та ін.) використовувався для армійської зброї.
У теперішній час майже повністю витіснений потужнішими патронами.
Циліндрична гільза має проточування і частково виступаючий фланець, характерний для перших патронів Браунінга.
Варіантом патрона є .35 «Сміт-Вессон» із гільзою без частково виступаючого фланця.
Стандартна оболонкова куля масою 4,6 г має закруглену вершину і свинцеве осердя.
| найменування                  | характеристика |
| Початкова швидкість кулі, м/с | 330            |
| Енергія кулі, Дж              | 207            |
| Маса патрона, гр              | ??             |
| Маса кулі, гр                 | 4,6            |